# Obdelovanec
Obdelovanec je v strojništvu predmet obdelave oziroma kos izbranega materiala, ki ga preoblikujemo z različnimi obdelovalnimi postopki na želeno geometrijo. Tako imenujemo izdelek ves čas obdelave od surovca do končnega izdelka.